# IC 1136
IC 1136 — галактика типу C (компактна галактика) у сузір'ї Змія.
Цей об'єкт міститься в оригінальній редакції індексного каталогу.